# ザンサス・ラッセル・スミス
ザンサス・ラッセル・スミス（Xanthus Russell Smith、1839年2月26日 - 1929年12月2日）は、アメリカ合衆国の画家、イラストレーターである。南北戦争時の海上戦闘を描いた油絵作品や書籍の挿絵などで知られている。

## 略歴
フィラデルフィアで生まれた。父親は有力な風景画家のウィリアム・トムソン・ラッセル・スミス(William Thompson Russell Smith: 1812–1896)で母親もアマチュア画家であった。妹のメアリー・ラッセル・スミス(Mary Russell Smith: 1842-1878) も画家として活動し、36歳で亡くなった後、父親によって女性画家に贈られるペンシルベニア美術アカデミーの賞「メアリー・スミス賞」が創設された。
ザンサス・ラッセル・スミスは母親から絵を学んだ。1852年から1853年にかけて家族でヨーロッパを旅している。フィラデルフィアのペンシルベニア大学で化学を学んだ後、ペンシルベニア美術アカデミーで学んだ。1861年に南北戦争が始まると、北軍の海軍（アメリカ合衆国海軍）に入隊し、チャールストンの海上封鎖などを行った艦隊の事務方として働いた。
実際の戦闘に参加することは無かったが、公的な注文や趣味で船舶を描いた油絵や鉛筆のスケッチを描いた。多くの南北戦争における海戦を描いて、アメリカを代表する海洋画家の一人になった。戦闘の参加者に助言を求めて作品を制作した。代表的な作品にはアメリカ合衆国海軍の装甲艦「モニター」とアメリカ連合国海軍の装甲艦「バージニア」（「メリマック」）の戦ったハンプトン・ローズ海戦を描いた作品などがある。1926年にスミス自身が書いた海軍軍人のサミュエル・デュポンの伝記など、南北戦争の歴史に関する書籍にスミスの作品は挿絵として用いられた 。 
父親はフィラデルフィアの近郊のモンゴメリー郡のグレンサイド(Glenside)に別荘を建てスタジオを開いていた。1879年に裕福なフィラデルフィアの材木商の娘と結婚し、父親の建てた別荘に住み、3人の子供を育てた。フィラデルフィアにもスタジオを所有し、作品を描いた。
1929年にグレンサイドで亡くなった。